# Marcos Roberto Pereira dos Santos
Marcos Roberto Pereira dos Santos (*Salto (São Paulo), Brasil, 29 de agosto de 1979), futbolista brasileño. Juega de delantero y su actual equipo es el Troyes AC de la Ligue 2 de Francia.

## Clubes
| Club           | País    | Año       |
| -------------- | ------- | --------- |
| Guarani FC     | Brasil  | 1999-2002 |
| Sertãozinho FC | Brasil  | 2002-2004 |
| CA Bizertin    | Túnez   | 2002-2005 |
| Espérance ST   | Túnez   | 2005-2006 |
| BSC Young Boys | Suiza   | 2006-2007 |
| AC Ajaccio     | Francia | 2007-2008 |
| RC Estrasburgo | Francia | 2008-2010 |
| Troyes AC      | Francia | 2010-     |

- Datos: Q60615